# 子供向けアニメ
子供向けアニメ（こどもむけアニメ）は、乳児・幼児から小学生くらいまでの児童を視聴対象として企画・製作されるアニメーション作品。
子供の精神的成長は年単位で進むため、メインターゲットとする視聴年齢や性別などによって多彩な作品に分けられる。

## 概要
基本的には子供層の嗜好に合わせた上で、視聴者と同世代の子供を主人公とした日常を描いたものから、擬人化した動物・ロボット・魔法などを扱い非日常を舞台としたファンタジー的な設定のものまで多岐にわたる。
幼年向け作品では情操教育的面もあり、子供の精神的発育に資するような友情や思いやり、他人への配慮といった感情や感性を涵養するような作品テーマが大きい。作風も普遍的でシンプルなものから、ときには大人の共感をも呼ぶような伏線の仕込みや入り組んだ人間関係などが入ることもある。
一方で、作品の関連グッズを玩具・文具・食品などで販売するメーカー（漫画やコンピュータゲームなどを原作としたものでは、それらの発売元）が主要スポンサーに付いた上で企画され、アニメ作品がこれらの販売促進としての一面を持つ事も多く、関連商品の売り上げによって作品の内容や放送存続が左右される場合もある。
2000年代後半頃から、従来型の手描きアニメーション技法を用いずに、海外アニメでは主流となっている3DCGで構成したテレビアニメ作品も登場している。

## 形態

### 商業展開
『ドラえもん』『それいけ!アンパンマン』などのように数十年にも渡る長寿番組シリーズとなり、親子数世代に渡り認知されているものも多い。
『プリキュアシリーズ』などの作品では、特撮ドラマ（『スーパー戦隊シリーズ』、『仮面ライダーシリーズ』・『ウルトラマンシリーズ』など）にならい、約1年（4クール）ごとのシリーズで主人公等のキャラクターデザインや設定を変える展開が行われている。この他、『ポケットモンスター』のようにシリーズごとに登場キャラクターや作品舞台を一部リニューアルしたり、作風や趣向を徐々に変えながら長期に渡りシリーズ展開していくものもある。
玩具メーカーの販売促進用資料では、両性向けの作品では『それいけ!アンパンマン』が全般に当たる0歳児から5歳児前後の乳幼児を、『ドラえもん』が1歳程度の乳児から小学生の男女と中学生から大人の女性を、『ポケットモンスターシリーズ』が主に幼稚園・保育園児全般から小学生に当たる2歳〜12歳の男女を対象としている。また、後述のように大人をもターゲットへ拡大した関連商品も販売されている。

### 作品数の減少
無料での子供向け・ファミリー向けアニメの視聴機会は、平成時代初期より狭まっていった。
1990年代までは、夜19時〜20時台（ゴールデンタイム）での地上波放送も頻繁に行われていたが、視聴率を重視する放送局の方針や、少子化や習い事の増加など時代に伴う生活スタイルの変化に伴って次第に姿を消し、テレビ朝日系列で日曜朝の特撮ドラマを含めた子供向け番組ゾーン（かつては「ニチアサキッズタイム」と呼称）が当たったことにならい、2000年代以降は多くの児童が休日となる土曜・日曜の朝や夕方などに移行・集中するようになった。
テレビ朝日2019年10月には改編により『ドラえもん』『クレヨンしんちゃん』が土曜夕方に枠移行し、のち2020年10月にテレビ東京『ポケットモンスター』が金曜19時に枠移動するまで、地上波民放でのゴールデンタイムのアニメ枠が皆無となっていた。
無料の衛星放送チャンネルは、アニメではティーンエイジャー以上を対象とした作品を、アニメ以外では中高年層を対象とした番組（過去のドラマの再放送や演歌・歌謡曲番組など）や、放送枠買取により収入を確保できるテレビショッピングを優先する傾向があり、子供向け番組（ドラマ・教育および教養・バラエティを含む）の放送枠が少なくなった。有料衛星放送ではキッズステーション、アニマックスなど「アニメ専門チャンネル」をうたう放送局が存在し、インターネットでの動画配信でも子供向けアニメを扱うことがある。
また、もともと子供向けアニメに消極的である放送局としてTBSテレビ系列があり、元々子供向け・ファミリー向け作品であっても特撮・非特撮とも実写ドラマ（一例として『ウルトラシリーズ』『ケンちゃんシリーズ』など）での制作を得意にしていた経緯もあり、子供向け・ファミリー向けアニメの制作本数は系列局の朝日放送テレビ→毎日放送・CBCテレビ制作分を含めても他系列より少なかった。
2000年代以降は明確に、アニメでは子供向けよりもティーンエイジャーや成人層を対象とした深夜アニメに注力するようになる。同系列でアニメを担当することが多い毎日放送は、2000年代に報道記者からアニメ部門に転じた竹田青滋のもと、「子供だましはよくないやろ」として、全日帯アニメでも深夜アニメに類似した高年齢寄りの作品選定と制作方針を取るようになり、その結果、性的・残酷な表現を含む作品も制作され、2000年代以降の他局の子供向け作品の水準と比較すると過激な内容となり、放送枠が土曜夕方の作品については、日本PTA全国協議会や放送倫理・番組向上機構（BPO）などで「子供に見せたくない番組」として乳幼児や小学校低学年の保護者を中心とした層から俎上に挙げられたものもあった。
その後、土曜早朝枠でTBSテレビ・毎日放送とも全国ネットの子供向け作品の制作を再開し、前述の夕方全国ネット枠からの時間帯移動で『アニメサタデー630』の枠名が設けられたが、毎日放送制作分は子供向けとティーンエイジャー向けが混在することがあった。
実写子供向け作品も、毎日放送が制作権を持っていた『仮面ライダーシリーズ』（東映）をテレビ朝日に、TBSテレビ→毎日放送→CBCテレビが制作権を持っていた『ウルトラシリーズ』（円谷プロダクション）をテレビ東京へ譲渡。そして『アニメサタデー630』の廃枠に伴い、同枠にて放送されていた作品も事実上テレビ東京に譲渡し、TBSテレビ系列は、アニメ・ドラマ・バラエティ・教養番組ともに小学生および乳幼児向けに特化した番組の制作から事実上撤退した。

## 対象年齢

### 幼児・児童以外の視聴者
日本では1970年代中盤までは、「テレビまんが（当時のアニメの呼称）は子供のもの」という認識があったが、『宇宙戦艦ヤマト』以後のアニメブームを受けて、メインターゲットの幼児・児童のみならず、中学生以上のティーン層や成人までに人気を博す作品が増えた。
高年齢層向けの要素を持つ作品は後に深夜アニメ化して分離していったが、現在も大人でも楽しめる内容の奥深さを見出されている作品、『おねがいマイメロディシリーズ』のように元々キャラクター自体の人気が高い作品など高年齢ファン層が付くことがある。『妖怪ウォッチシリーズ』のように制作側も保護者といった大人の視聴を見越し、往年の作品パロディや流行語など「大人でも楽しめるネタ」を入れるケースがある。
『美少女戦士セーラームーンCrystal』『カードキャプターさくら クリアカード編』『魔女見習いをさがして（『おジャ魔女どれみ』スピンオフ映画）』『キボウノチカラ〜オトナプリキュア'23〜』などは、かつてシリーズを視聴していた大人層を対象にした続編・派生作品として発表されている。
逆に、本来は高めの年齢層を対象としていたものの、アニメ化およびその放送が長期に渡る事で結果的に視聴者が低年齢層に偏るケースもあり、保護者やスポンサーから論争の的となる事がある。『ちびまる子ちゃん』や『クレヨンしんちゃん』は、本来は小中学生・青年向け漫画が原作であるものの、アニメ化により原作にあったブラックジョークの要素が次第に薄れ、ファミリー向け路線へと作風が変化した。

### 対象年齢別にみる作品の特徴
ほとんどが登場人物の普通の暮らしが描かれているストーリーが多いのが共通の特徴だが、幼児全般向け作品（幼児 - 小学校低学年向け）の中でも、細かく年齢別に区分された作品とがある。
幼児全般向けの作品（幼児 - 小学校低学年向け）では、子供に人気の高いキャラクターなどを中心とした作品が多く、3歳児や5歳児または小学校低学年の子供に設定された人物や動物キャラクターを主人公にした作品も多い。テレビ東京のきんだーてれび、NHK・教育テレビ（Eテレ）『おかあさんといっしょ』内のコーナーアニメや、NHKアニメの『ミニアニメ』（主に『ミッフィー』・『うっかりペネロペ』・『うさぎのモフィ』・『がんばれ!ルルロロ』・『ふうせんいぬティニー』・『かいじゅうステップ ワンダバダ』・『のりものまん』・『チキップダンサーズ』）・『パッコロリン』・『はなかっぱ』・『オトッペ』・及び2016年度にアニメ化されたことのある『ざわざわ森のがんこちゃんシリーズ』などが代表的な作品である。
0 - 2歳向けのものは単独のアニメ作品はほぼ存在せず、Eテレで放送される乳幼児向けテレビ番組『いないいないばあっ!』内の1コーナーで放送される。言葉を習得する前の0歳児でも理解できるよう、気をひきそうな色や音を使った単純なアニメーションが主体である。
2 - 4歳向けの作品では、幼児に人気の高いキャラクターなどを主人公に、幼児でもわかりやすいストーリーの中に社会のルールやモラルなどをわかりやすく織り交ぜて「しつけ効果」をねらった作品が多くみられ、幼年層に親しみやすい、擬人化された動物や物が登場する作品が多い。テレビアニメの『それいけ!アンパンマン』・『しまじろうシリーズ』及び、実写パートとアニメパートを織り交ぜた幼児向けテレビ番組『おかあさんといっしょ』がその代表例である。
4 - 6歳児向けの作品では幼稚園児向けの教育物を題材としたしつけ効果をねらった作品が向かれている。実写パートとアニメパートを織り交ぜたNHKのテレビ番組『みいつけた!』及び、テレビアニメの『しまじろうシリーズ』などが挙げられる。
小学生（6歳以上）向けの作品では、視聴者層にとって大人より身近な年齢である小学校中高学年もしくは中学生くらいの子供に設定された人間または同等の精神年齢に設定された動物やキャラクターが主人公とされ、ストーリー内に勧善懲悪や「しつけ効果」を織り交ぜている事も多い。
幼年向け知育・教育用ビデオにも、アニメの人気キャラクターを登場させたり、オリジナルアニメによる作品なども数多く市販されている。

## 対象性別
両性に支持されている作品もあるが、おおむね4歳児以降では類型的な男女別の嗜好を好むため、男児向け、女児向けの区別がはっきりと分かれる作品が多い。男児向けではロボットアニメやヒーローが主人公のアニメ、女児向けでは魔法少女アニメやアイドルが主人公のアニメがその代表とも言える。ただし、結果的に異性にも支持を得る作品があったり、制作側や視聴者が男女の区分にこだわらない作品もある。
少年漫画の『週刊少年ジャンプ』（集英社）『週刊少年マガジン』（講談社）『週刊少年サンデー』（小学館）、少女漫画の『りぼん』（集英社）『なかよし』（講談社）『ちゃお』（小学館）をはじめ、漫画雑誌やライトノベルを原作とするアニメは小学校高学年から中高生の青少年をターゲットにしている作品が多いが、アニメ化により原作の読者層より幼い男児・女児へも広まった作品も多い。
男児向けコンピューターゲーム・カードゲーム・玩具（ホビー）の販促漫画作品を原作としたものは『月刊コロコロコミック』（小学館）で展開される作品が他を圧倒し、漫画・アニメとのメディアミックスを進めてきた。また、女児向け作品でも『たまごっち!シリーズ』『リルぷりっ』『アイカツ!シリーズ』『プリティーシリーズ』のようにコンピューターゲーム（アーケードゲーム）を原作としたメディアミックス作品も現れている。
藤子不二雄作品や『ポケットモンスターシリーズ』『ビックリマン』『妖怪ウォッチシリーズ』などは、当初は男児向けとしてカテゴライズされていたものの、後に女児向けにおいてのメディア展開も行われ両方対応している。いずれもアニメ化など長期メディア展開の過程で本来の層以外に向けたアレンジが行われている。特に性別を問わない学習雑誌の掲載作品には顕著であり、『ドラえもん』は連載当初の原作のアンケートで少女の人気が低かったので、女子向けのひみつ道具を出すようにしたこともある。『ポケットモンスターシリーズ』では女児にもターゲットを広げたいという制作側の意向で、原作ゲームではフシギダネ、ゼニガメ、ヒトカゲの3種のポケモンの中から1匹を選択するのに対し、アニメ版の主人公・サトシの最初のポケモンをピカチュウに変更している。
『世界名作劇場』も『トム・ソーヤの冒険』など原作の選択からうかがえるように、作品ごとに男児と女児の両方に向けて展開していた。また、元々が新聞漫画が原作であり、ファミリー向けに該当する『サザエさん』でファッションドールなどの女児向けの玩具展開を行っていた時期もある。

## 日本国外での特徴
世界的には、アニメーション作品は大半が「子供向け」として作られることが多く、日本国外産の「大人向け」作品は『ザ・シンプソンズ』や『サウスパーク』など一部に限られる。
1930年代の時点から既にあったセル画による手描きグラフィックの作品は、日本では手描きデジタルアニメへと移行したが、世界では1990年代中盤あたりから3DCGの描写によるアニメーション作品（フルCGアニメーション）、セルアニメと同等の作風を持たせたトゥーンレンダリング描写による3DCGアニメに置き換えられることが多くなり、2000年代までに手描きアニメが激減した。それにより手描きのノウハウ自体が失われつつあるため、近年製作される海外産の手描きアニメは、手描きアニメとして開始した長寿作品程度となっている。日本のように大半の作品を手描きアニメとしている国は珍しい方であり、世界最大の手描きアニメ生産国となっている。
フルCGアニメーションとして製作された映画作品の場合、映画制作時に生じたキャラクター・背景・小道具等における各種グラフィックのファイルを副産物として流用されたサイドストーリーのテレビ版も積極的に製作されている。ドリームワークス・アニメーションが積極的。『きかんしゃトーマス』も人形で表現されたキャラクターによるアニメーション扱いの実写ドラマ時代は少数のエピソードしか制作されず、数年おきにシーズンが構築される程度に留まったが、東アジアを中心とした国外人気の高さからフルCGアニメーションに移行した後はシーズン自体が大量製作される程積極化された。
アメコミヒーローやハリウッド映画を原作とした作品は、大半がアメリカ合衆国が基幹製作国であり、アメリカ英語を翻訳元の原語音声と定めている。2010年代後半になって3DCG技術の進歩によるポリゴン数増加にともなって自国のゲーム開発会社が副業として制作したフルCGアニメーション作品が新たに出始めた。
バービー、モンスター・ハイ、ブラッツといった人形玩具を原作としたものや、レゴブロック系のシリーズ物を原作とした玩具系メディアミックスアニメーション作品も、積極的に製作されている。
『スポンジ・ボブ』も子供向けテレビ番組専門チャンネルのニコロデオン製作ではあるが、子供向けとして製作されていながらハードなコメディが大人にまで受けたことから、同じ系列（パラマウント・グローバル）のコメディ番組専門チャンネルであるコメディ・セントラルにまで編成される程となっている。
1980年代頃などアメリカの手描きアニメに日本のアニメ制作会社が関わったものもある。

### 韓国の事情
大韓民国では1990年代から2007年頃までは地上波でも日本の子供向けアニメが放送されていたが、それ以降は純韓国産のアニメか、日本や中国との合作アニメを中心に編成されている。南北関係緩和期には北朝鮮との合作作品も作られた。地上波では韓国放送公社（KBS）、韓国教育放送公社（EBS）、SBSの系列ではよく放送されているが、文化放送（MBC）では他局よりも比較的早く2002年まで純日本産アニメを放送していたり、地上波事業者系ケーブルテレビチャンネルファミリーで子供向けチャンネルを唯一持っていなかったりしているため、他局に比べて子供向けアニメの編成は消極的である。
KBSは公共放送であるが、広告放送を実施していないKBS第1テレビジョン（KBS1）と広告放送を実施しているKBS第2テレビジョン(KBS2)とKBS N系列のチャンネルで構成されている。韓国ではテレビ番組の放送中に広告を放送することが原則として禁止されているため、コマーシャルの放送をしていないが、プロダクトプレイスメントが実施されているKBS1で玩具の販売促進アニメを放送することが可能となっている。その代わり、KBS2（主に子供番組の枠）やKBS KidsでKBS1における作品の玩具CMを放送することで対処されている。
韓国産の玩具販売促進アニメは同国でプロダクトプレイスメントが解禁された2010年代辺りから増えており、男児向けでは『ターニングメッカード』を柱とした『メッカードシリーズ』が有名で、韓国車がロボットに変形するトランスフォーマーに似た性格を持ったアニメの『ハローカーボット』（現代自動車）や、対抗作品の『変身自動車トーボット』（起亜自動車、現代自動車の姉妹企業）など、玩具企画をベースとしたメディアミックスのアニメが中心。女児向けでは『コンスニ』や『シークレットジュジュ』など、お世話人形や着せ替え人形といった韓国の既存玩具そのものをキャラクター化したアニメが主である。
ちなみに、韓国の子供向けアニメはメディアミックスに積極的ではあるが、国土が狭く、人口密度が日本よりも高めのため、映画化に留まらず、ミュージカル化が積極的に行われている。劇中の人間キャラクターは基本的に子供であっても大人の俳優が演じる形を採られており、どの作品を題材としたものであっても韓国全土を巡る形式となっている。動物の擬人化キャラクターのみの作品を中心に、出演キャラクターが全て着ぐるみによるマスクプレイミュージカルの形式を採られる作品も少なくない。韓国製子供向けミュージカルの中には、『きかんしゃトーマス』や『おしりたんてい』などのように、日本向けにローカライズされているものも極小数だが、存在する。
韓国を代表する子供向けアニメは『ポンポン ポロロ』（Iconix・EBS）であり、2002年に韓国で独自に導入された視聴推奨年齢制度導入の翌年にあたる2003年に、戦闘要素が主体で、乳幼児への教養要素を兼ね備えた『それいけ!アンパンマン』をベースに、そちらから戦闘要素を完全に排除し、教養要素に特化した作品として製作されることで、全年齢対象番組に仕立てられているため、ターゲットの年齢層も対象年齢に含められている。本来のターゲットは1～3歳までの男女であるため、それまで韓国で放送されていた同じターゲットの『アンパンマン』から人気を奪う程の、国民的人気アニメになっている。韓国はテレビ番組の放映権には比較的緩いので、製作局のEBSに留まらず、ほぼ全ての韓国の子供向けチャンネルで放送された実績がある。ポロロの社会現象的な成功により、『プリキュアシリーズ』（7歳以上推奨）から戦闘要素だけを抜いた作品の『フラワーリングハート』（全年齢向け）をEBSアニメを柱とした姉妹メディアミックスとして展開された。
ポロロと並ぶ韓国製の子供向けアニメの名作として、『シンビアパート（神秘アパート）』という朝鮮半島の妖怪を題材としたバトルものがあり、12歳以上を推奨していることから、少年向けに該当されている。トゥーニバース（CJ ENM）のオリジナルアニメとして製作され、地上波ではない放送局の作品であるのにも関わらず、高い視聴率と知名度を誇り、第3シリーズ以降では、地上波チャンネルのKBS2と並行放送するまでに至っている。また、子供向けアニメとしては珍しく実写ドラマ化されている。そのため、幼児向けとEBS Kidsを除いたほぼ全ての子供向けチャンネルだけでなく、地上波のOBS京仁テレビにまで足を伸ばす程になっている。世界的には、Netflixでの配信が主であり、基本的に吹き替え音声が制作されている言語を公用語としている国での配信であり、日本語や北京語など、吹き替え音声が用意されていない言語を公用語としている国では配信されていない。